# Cap y Corp

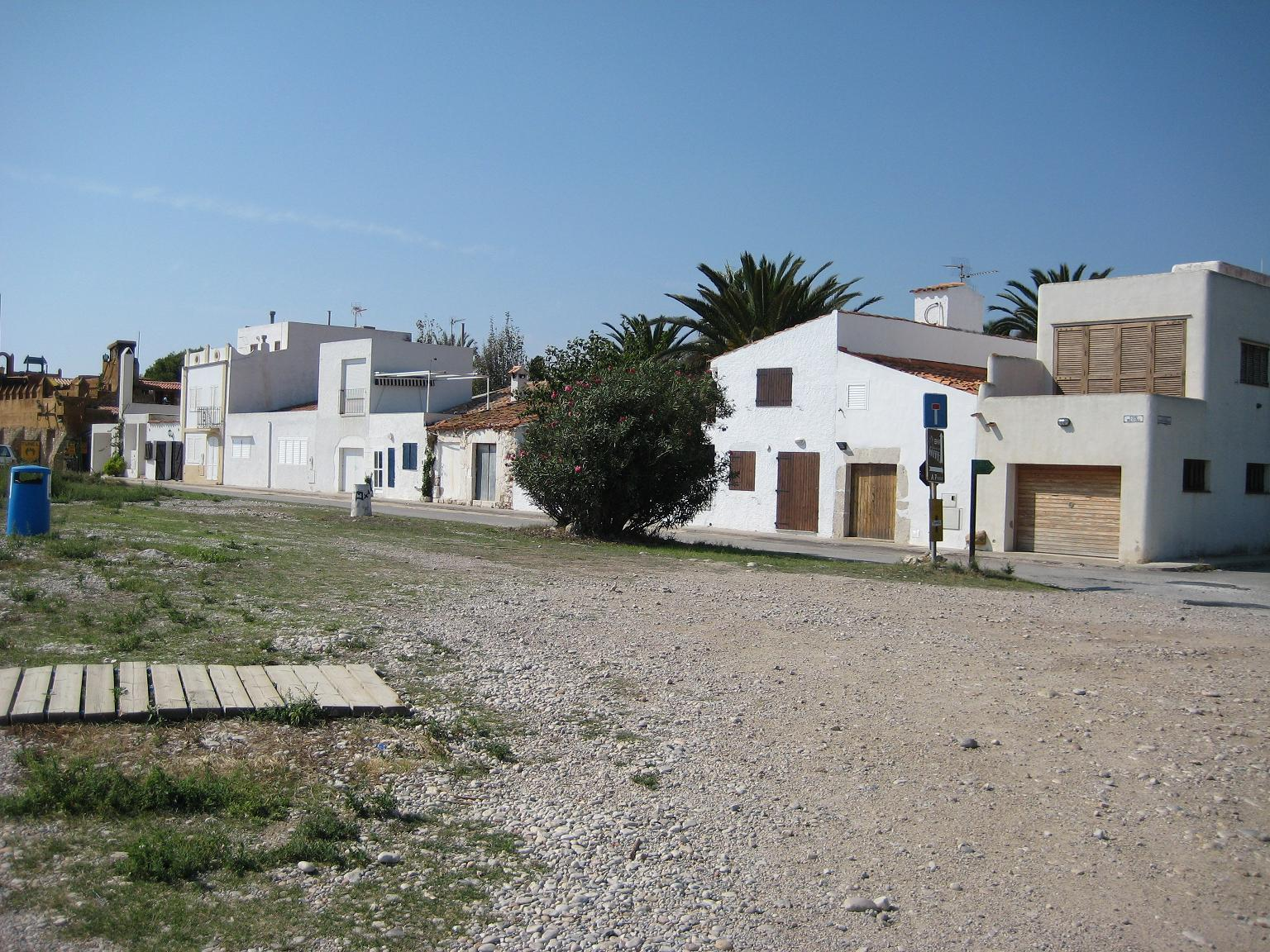
Vista de Capicorb

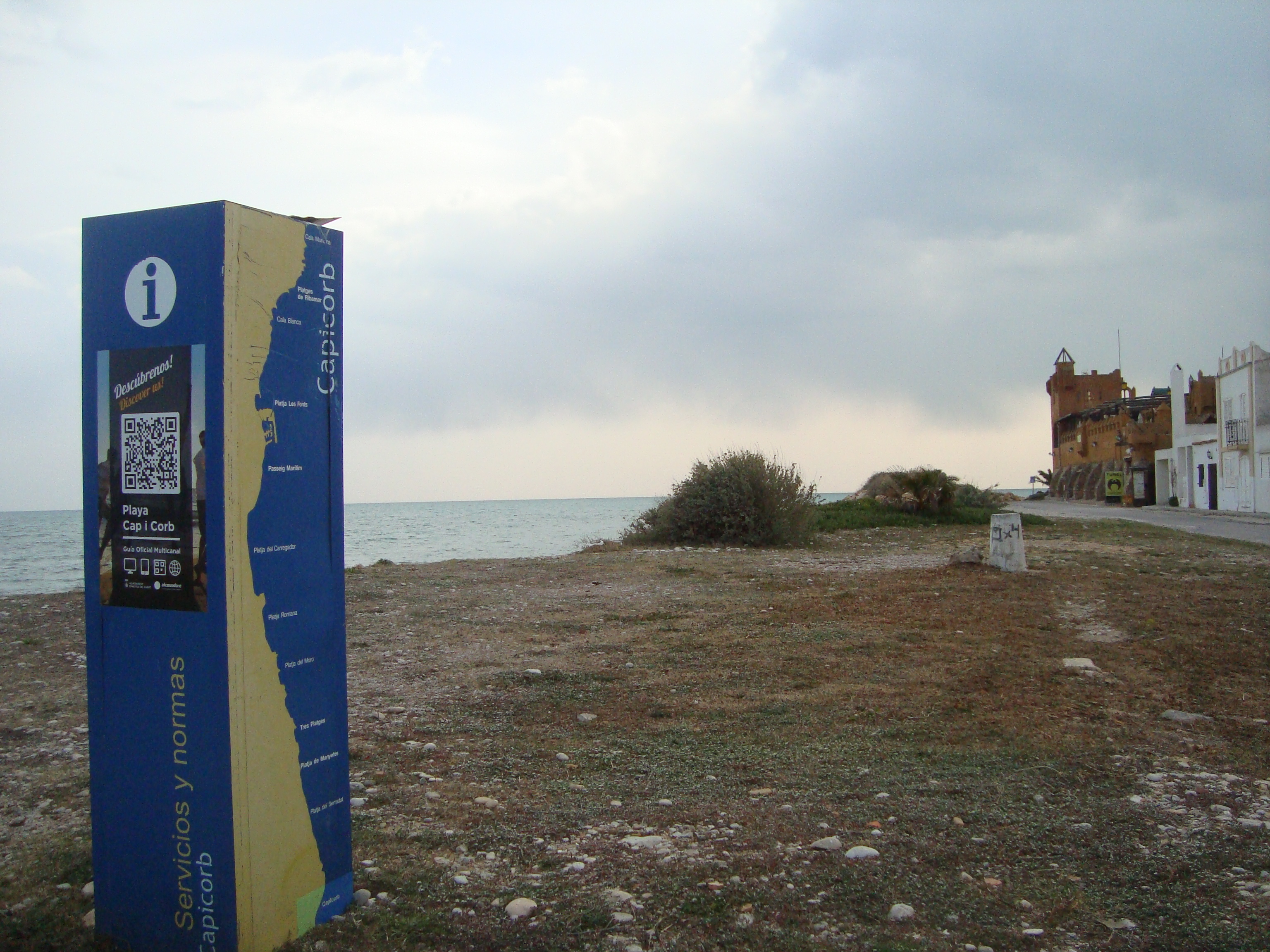
Capicorb

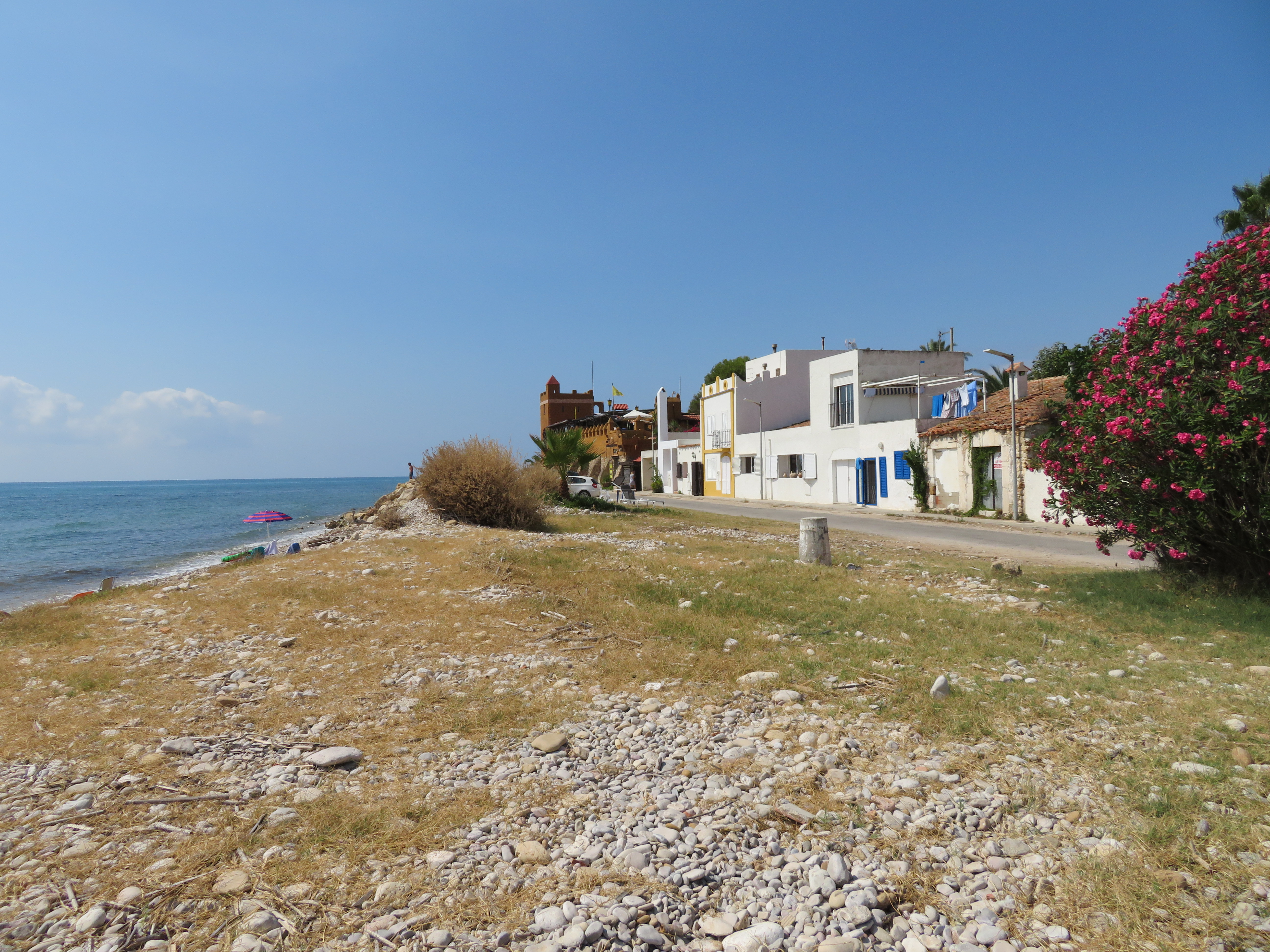
Playa del Renc de Capicorb (Alcalá de Xivert- Alcossebre).

Capicorb (escrito a veces Cap y Corb, Capicorp o Cap y Corp), es una pedanía del municipio de Alcalá de Chivert, ubicado en el sur del término municipal, desde del barranco d'Estopet hasta el término de Torreblanca. En ocasiones ha tenido alcalde pedáneo.

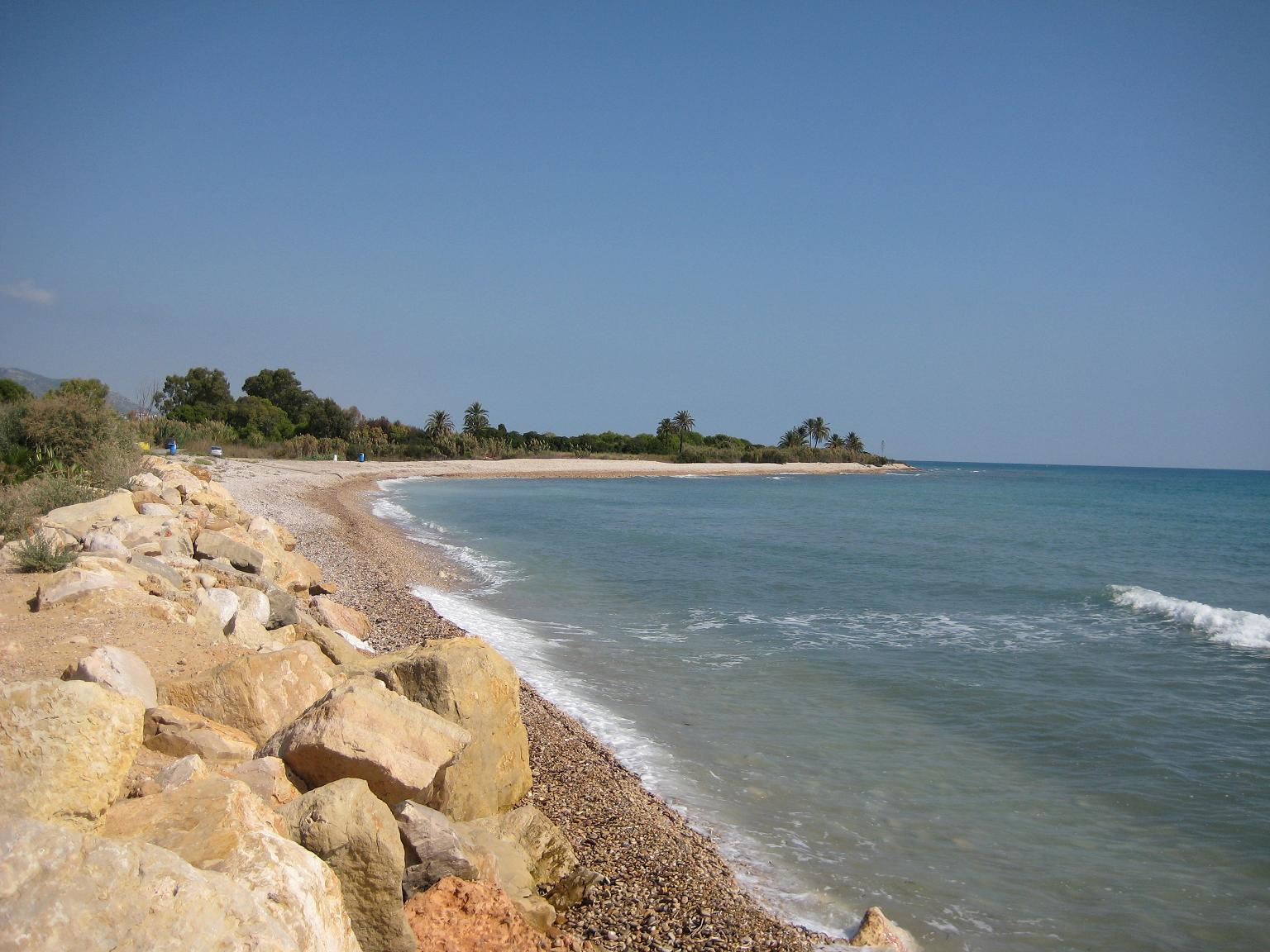
Platja Capicorb

## Playas
Las playas de Capicorb son: Manyetes o Tropicana, d'arena, y Serradal y Capicorb. A esta costa desembocan el barranco d'Estopet, al norte, y el río Coves o Sant Miquel, al sur.

## Edificios de interés

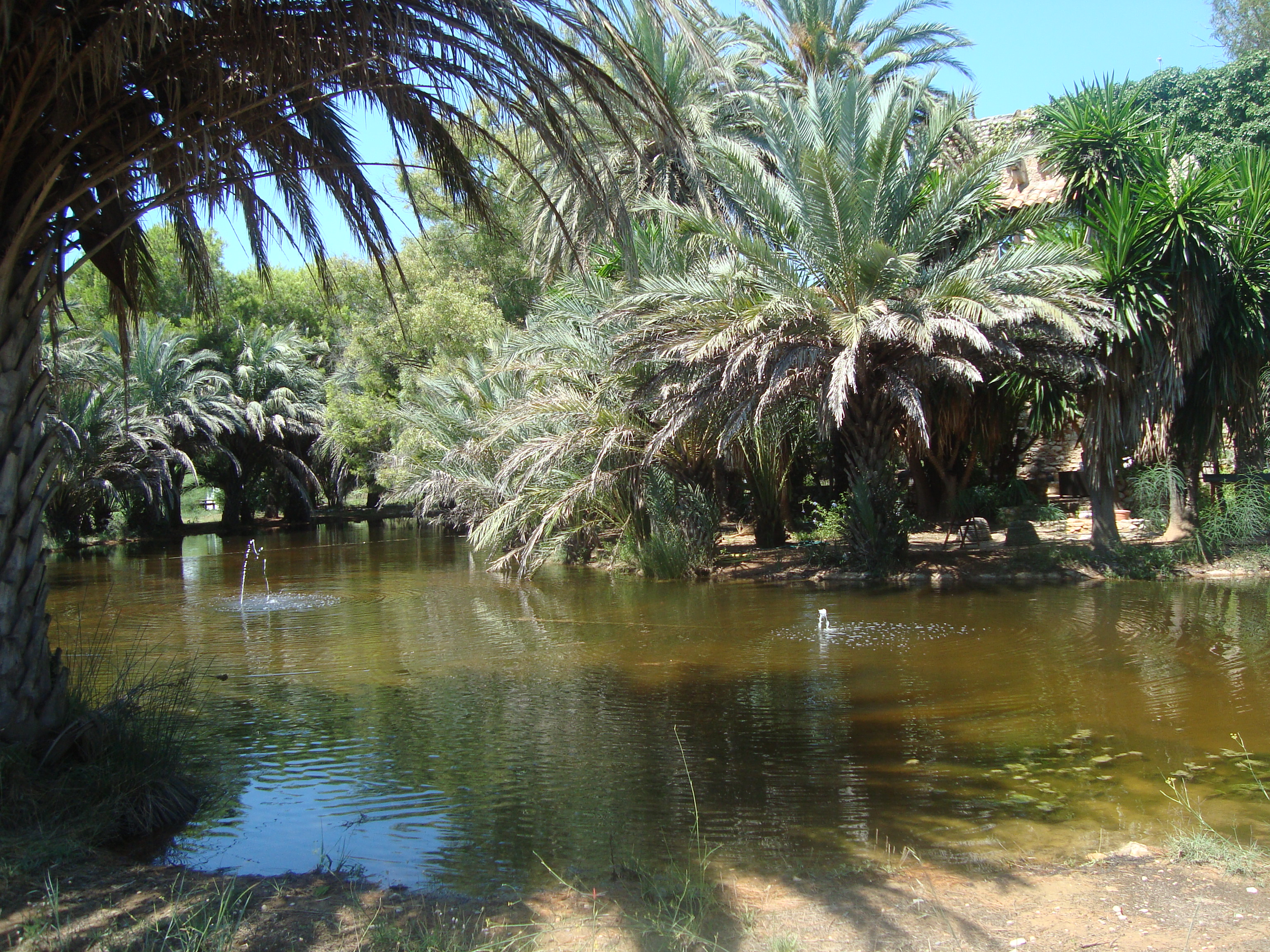
Torre vigía de Capicorb

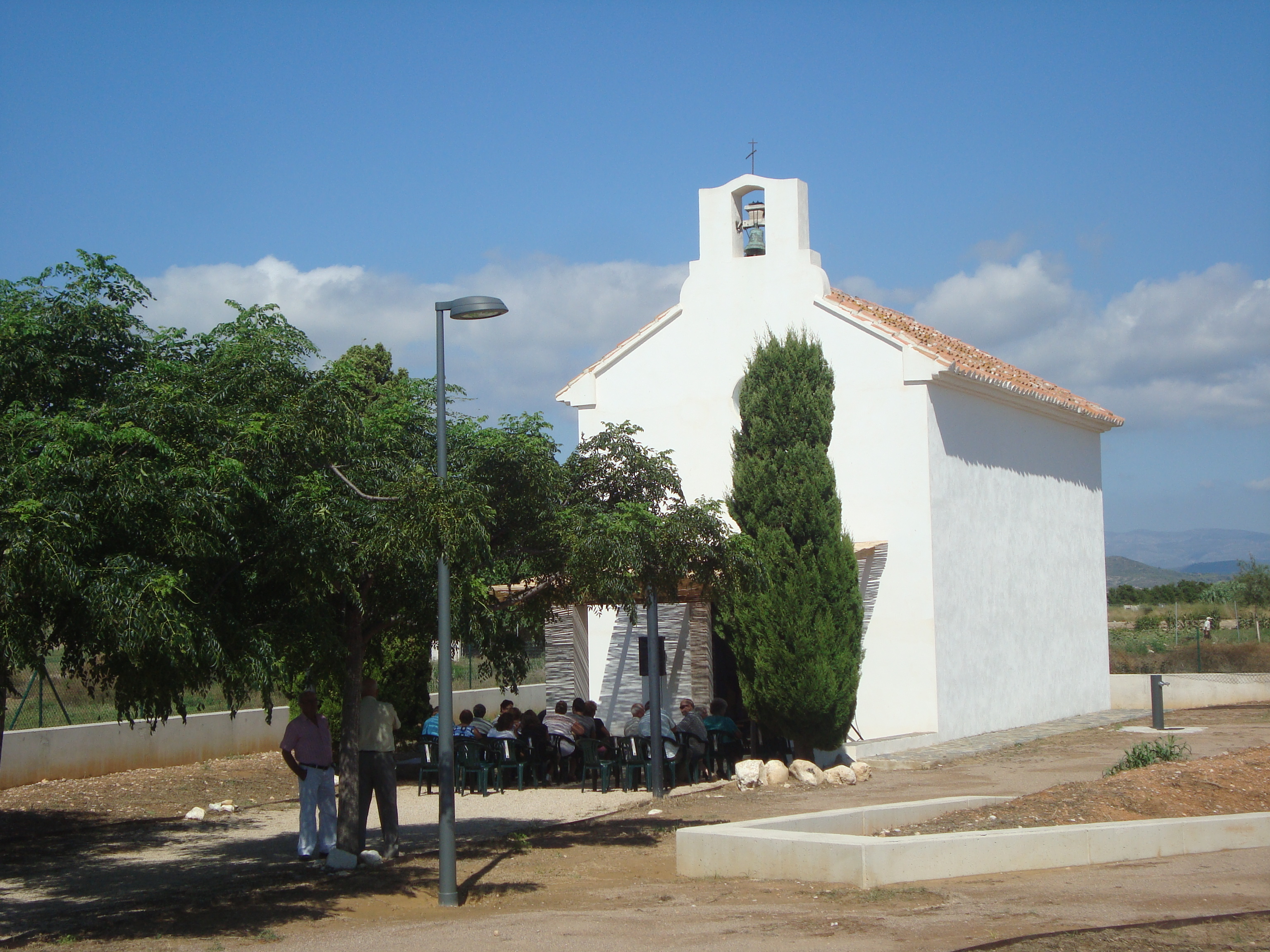
Ermita de Sant Antoni, Capicorb

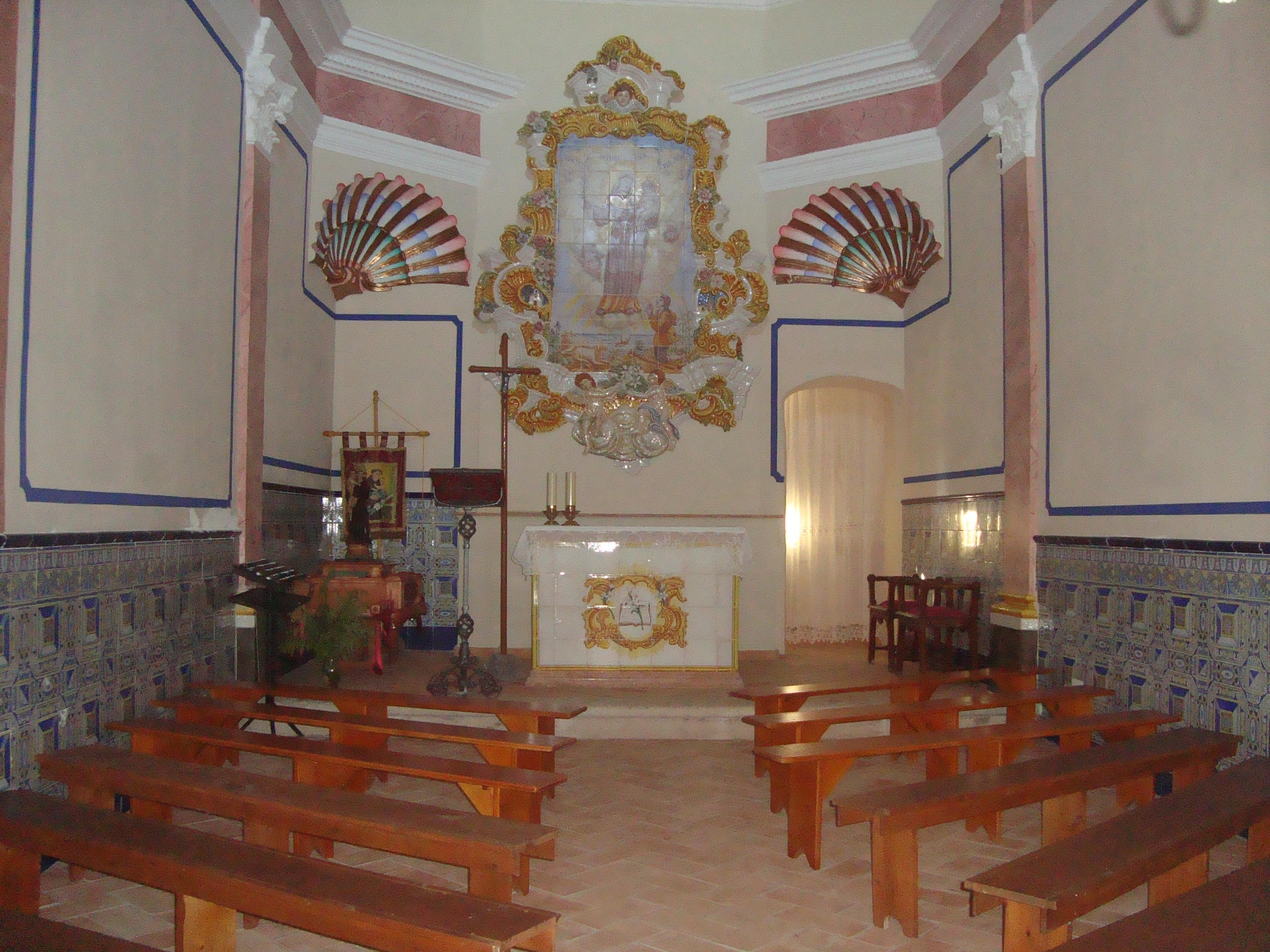
Interiores de la ermita de San Antonio de Pàdua de Capicorb

La escuela pública, construida en la segunda república, utilizada en  el actualidad por la Asociación de vecinos y para diversos actos festivos y un edificio religioso del siglo XVIII, la Ermita de San Antonio le han otorgado cohesión al conjunto. Otros edificios públicos son: El almacén de la sal, del siglo XVIII, hoy convertido en discoteca; La caseta de protección de la costa, hoy desaparecida por  el avance del mar, y una antigua fortificación de vigilancia y defensa litoral del siglo XV, la torre de Capicorb, reutilizada como vivienda particular.

## Demografía

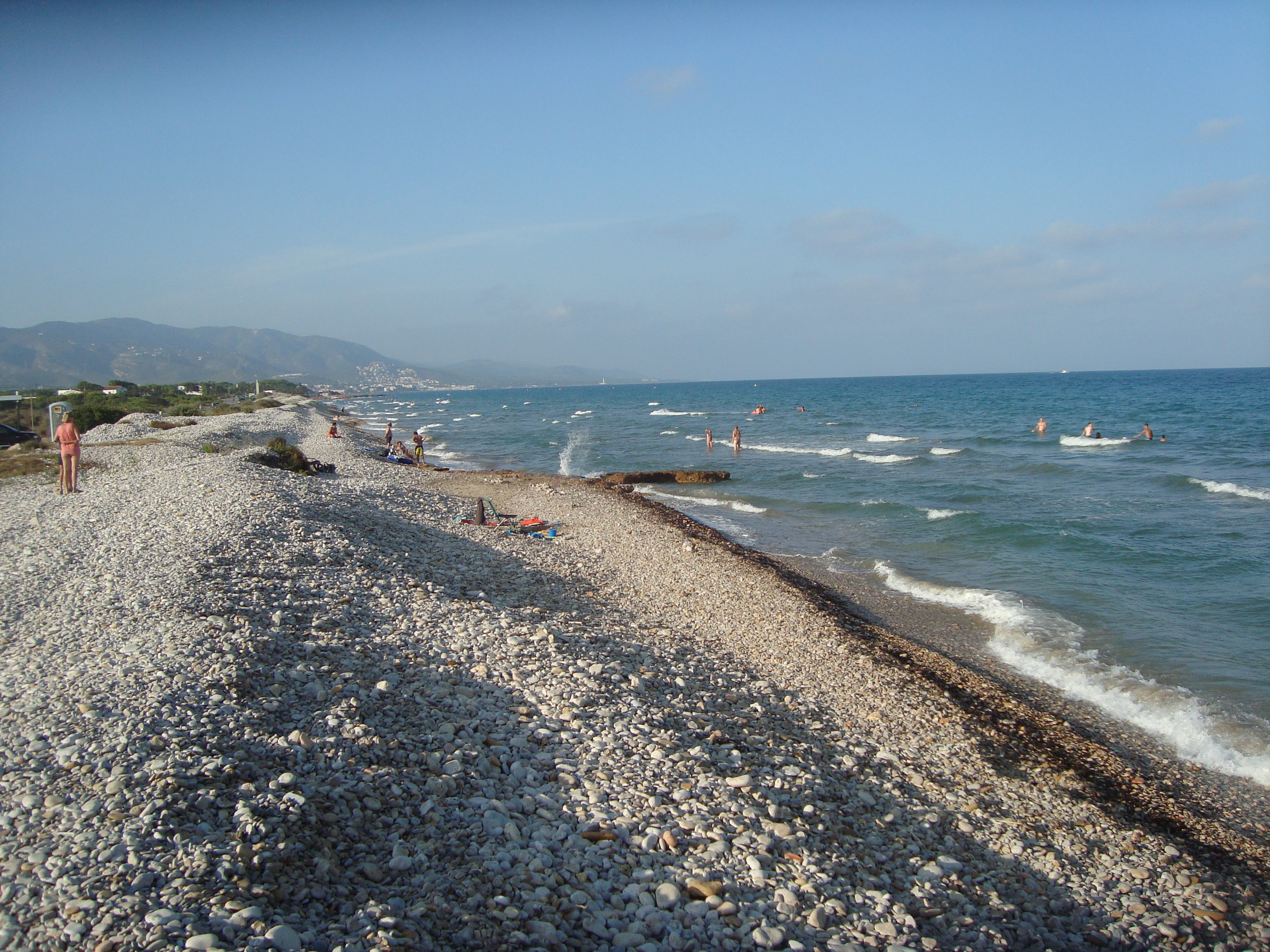
Playa del Serradal, Capicorb, Alcocéber

Los terrenos de Capicorb han estado históricamente deshabitados a excepción de algunas familias en determinados momentos, siendo a principios del siglo XX cuando algunas personas procedentes de pueblos de las comarcas del interior comenzaron a instalarse en casas diseminadas. En los últimos años la población asentada se ha mantenido y con la construcción de viviendas turísticas se ha incrementado la población estacional.
| Población | 137 | 159 | 170 | 180 | 183 | 189 | 201 | 209 |

## Economía local

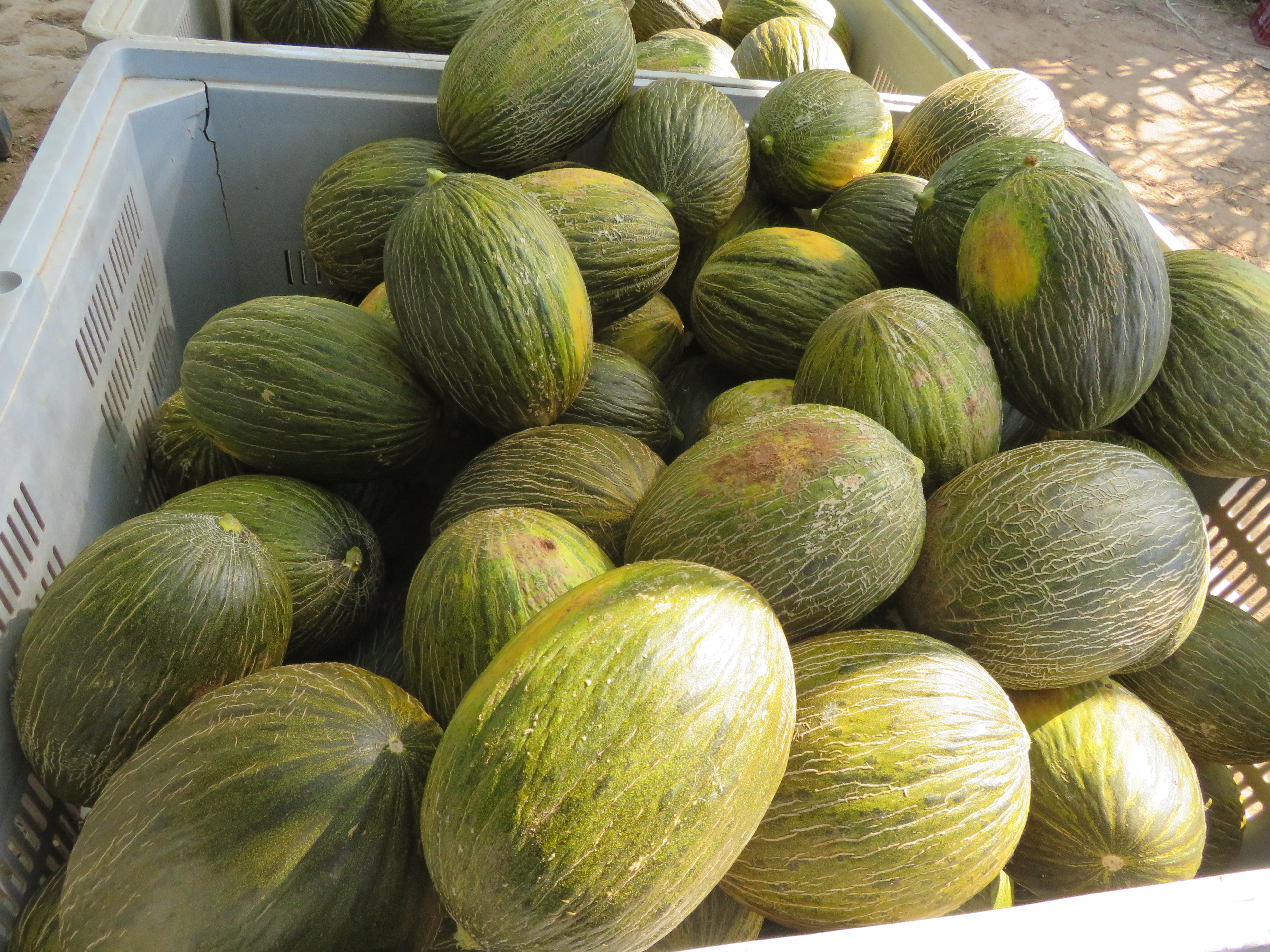
Melones de Capicorb

Los habitantes se han dedicado tradicionalmente a la agricultura (melones, sandías, tomates de colgar, almendras, olivas) y la ganadería, aunque hoy en día la construcción y el turismo han diversificado las ocupaciones de la población.